# M BEST
『M BEST』（エム・ベスト）は、日本のシンガーソングライター・加藤ミリヤの1枚目のベスト・アルバム。2011年8月3日にSony Music Records内のレーベルMASTERSIX FOUNDATIONから発売された。

## 概要
加藤ミリヤデビュー7年目にして初のベスト・アルバム。初回生産限定盤と通常盤の2形態でリリース。完全版コンプリート・ベストアルバム。公式には掲載されていないが、全曲にリマスタリング音源が施されており、音質が向上している。
初回生産限定盤は豪華三方背BOX・四面デジパック仕様、スペシャルフォトブック付き、ミュージックビデオとライブ映像を収録した2枚の特典DVDが付属する4枚組となっている。なお、初回生産限定盤に限っては現在、入手困難となっている。
本作品は、2004年のデビューから2011年までに発表されたシングルから25曲（両A面含む）、カップリング曲から2曲、アルバム人気曲から4曲、そして新録曲が2曲収録されている。なお、9枚目のシングル「My Girl feat.COLOR」は収録されていない。シングル「勇者たち」から先行シングル「BELIEVE」までの楽曲、シングル「DESIRE/BABY!BABY!BABY!」の両ミュージックビデオは、ともにアルバム初収録となった。
2008年にも内容の近いアルバム『BEST DESTINY』をリリースしているが、こちらはあくまで、サンプリング楽曲のみを集めた企画盤となるため、コンピレーションアルバムに類するものと扱われる。
Disc1には10代の頃にリリースされた2004年から2008年までの楽曲16曲、Disc2には20代の頃にリリースされた2008年から2011年までの楽曲17曲、合計33曲が収録されている。
ジャケットおよび別ブックレットはファッション誌『VOGUE JAPAN』のプロデュースによるデザインで、フォトブックは3人のカメラマンがそれぞれの切り口で東京をテーマに“加藤ミリヤ”を魅せるというものになっている。『VOGUE JAPAN』がアーティストのCDパッケージを手がけるのは本作が初めてであった。
新録曲2曲のうち、「RAINBOW」はテレビ朝日系ドラマ『バラ色の聖戦』主題歌となった（劇中ではファッション・シーンに合わせて特別に編集された「RAINBOW バラ色の聖戦バージョン」も流れる。）
一方の、「Me」は本人が「最も私らしい曲」と語る楽曲の１つとなっている。
タイトル「M BEST」である“M”は、ミリヤの“M”以外にも自分自身の“me”という意味も込めている。
このベスト・アルバムを携えて、全国ツアー「KAWI JAMELE presents 加藤ミリヤ M BEST TOUR 2011」が行われた。

## チャート成績
発売前日の8月2日付オリコンアルバムデイリーチャートで推定売上枚数3.6万枚を記録し、1位を獲得。8月2日付アルバム週間チャートでも16.0万枚を売り上げ、デビュー以来初となる2作連続アルバム首位を獲得した。自身のベスト盤としては最大の売上げを記録している。

## 収録曲

### CD（全形態共通）

#### DISC1
1. 夜空 (3:49)
作詞：M.TAKESUE, Miliyah / 作曲：H.KON, Miliyah / 編曲：Shingo.S
  - 1stシングル (両A面2曲目)
  - BUDDHA BRANDの楽曲「人間発電所」をサンプリング。
  - テレビ東京系『流派-R』8月度オープニング・テーマ
2. Never let go (4:29)
作詞：Miliyah / 作曲：Miliyah, Maestro-T / 編曲：Maestro-T
  - 1stシングル (両A面1曲目)
  - テレビ東京系『流派-R』9月度オープニング・テーマ
3. ディア・ロンリーガール (3:27)
作詞：Takashi Matsumoto, Miliyah / 作曲：Kyouhei Tsutsumi, Miliyah / 編曲：Shingo.S
  - 3rdシングル表題曲
  - マーヴィン・ゲイの楽曲「Sexual Healing」と佐東由梨の楽曲「ロンリー・ガール」、ECDの楽曲「ECDのロンリーガール feat. K DUB SHINE」をサンプリング。
  - フジテレビ系『HEY!HEY!HEY! MUSIC CHAMP』エンディング・テーマ
  - ネット配信映画『ロンリーガール』主題歌
4. ジョウネツ (5:01)
作詞：UA, Miliyah / 作曲：Hirofumi Asamoto, Shingo.S, Miliyah / 編曲：3rd Productions
  - 4thシングル表題曲
  - UAの楽曲「情熱」をサンプリング。
5. Love me, i love you (5:05)
作詞：Miliyah / 作曲：Shingo.S / 編曲：3rd Productions
  - 1stアルバム『Rose』収録曲
6. Beautiful (4:49)
作詞：Miliyah / 作曲：Minoru Komori / 編曲：Hiro Matsui
  - 2ndシングル表題曲
  - ロッテ「ピュアホワイトガム」CMソング
  - テレビ東京系「流派-R」オープニング・テーマ
7. ソツギョウ (5:19)
作詞：Miliyah / 作曲：Miliyah / 編曲：3rd Productions
  - 5thシングル表題曲
  - テレビ東京系『流派-R』オープニング・テーマ
8. Last Summer (4:40)
作詞：Miliyah / 作曲：Miliyah / 編曲：3rd Productions
  - 6thシングル表題曲
  - テレビ東京系『流派-R』オープニング・テーマ
  - dwango「いろメロミックスDX」CMソング
9. Eyes on you (4:59)
作詞：Miliyah / 作曲：Miliyah / 編曲：YANAGIMAN
  - 8thシングル表題曲
  - 東宝配給映画『バブルへGO!! タイムマシンはドラム式』主題歌
  - dwango「いろメロミックスDX」CMソング
10. I WILL (4:54)
作詞：Miliyah / 作曲：Miliyah / 編曲：3rd Productions
  - 7thシングル表題曲
  - 松竹配給映画『オトシモノ』主題歌
  - テレビ東京系『流派-R』オープニング・テーマ
11. このままずっと朝まで (4:04)
作詞：Miliyah / 作曲：Anthony Kelly、Mark Wolfe、Steven Marsden、Wayne Passley / 編曲：3rd Productions
  - 8thシングルカップリング曲
  - Tanto Metro & Devonteの楽曲「Everyone Falls In Love」をサンプリング。
  - テレビ東京系『流派-R』オープニング・テーマ、エンディング・テーマ
  - dwango「いろメロミックスDX」CMソング
12. Love is... (4:47)
作詞：Miliyah / 作曲：Miliyah / 編曲：3rd Productions
  - 10thシングル表題曲
  - 毎日放送・TBS系アニメ『地球へ…』エンディング・テーマ
  - テレビ東京系『流派-R』エンディング・テーマ
13. LALALA feat. 若旦那（湘南乃風） (7:18)
作詞：Miliyah、 若旦那 from 湘南乃風 / 作曲：Miliyah、若旦那 from 湘南乃風、MINMI / 編曲：MINMI
  - 11thシングル (両A面1曲目)
14. FUTURECHECKA feat. SIMON, COMA-CHI & TARO SOUL (4:38)
作詞：Miliyah / 作曲：SIMON、COMA-CHI、TARO SOUL、Maurice White / 編曲：3rd Productions
  - 11thシングル (両A面2曲目)
  - ZEEBRA & DJ KEN-BOの楽曲「PARTEECHECKA」をサンプリング。
  - テレビ東京系『流派-R』オープニング・テーマ
15. 最後のI LOVE YOU (4:37)
作詞：Miliyah / 作曲：Miliyah / 編曲：3rd Productions
  - 1stデジタルシングル（オリジナルヴァージョン）
  - 3rdアルバム『TOKYO STAR』リード曲
16. 19 Memories (5:49)
作詞：Miliyah、Tetsuya Komuro / 作曲：Miliyah、Tetsuya Komuro / 編曲：3rd Productions
  - 12thシングル表題曲
  - 安室奈美恵の楽曲「SWEET 19 BLUES」をサンプリング。
  - テレビ東京系『流派-R』オープニング・テーマ
  - dwango着うたCMソング

#### DISC2
1. SAYONARAベイベー (4:29)
作詞・作曲：Miliyah / 編曲：Shinichiro Murayama
  - 13thシングル (両A面1曲目)
2. 恋シテル Album Ver. (4:11)
作詞：Jarvis La Rue Baker、Sylvester Jackson、Narada Michael Walden、Shanice Wilson、Miliyah / 作曲：Jarvis La Rue Baker、Sylvester Jackson、Narada Michael Walden、Shanice Wilson、Miliyah / 編曲：Miliyah、 3rd Productions
  - 13thシングル (両A面2曲目) のアルバムヴァージョン
  - シャニースの楽曲「I Love Your Smile」をサンプリング。
3. Love Forever / 加藤ミリヤ×清水翔太 (5:11)
作詞・作曲：Shota Shimizu、Miliyah / 編曲：3rd Productions
  - 15thシングル表題曲
  - ミリオン（シングルトラック、日本レコード協会）[10]
4. Aitai (4:30)
作詞・作曲：Miliyah / 編曲：Shinichiro Murayama
  - 4thアルバム『Ring』リード曲
  - トリプル・プラチナ（シングルトラック、日本レコード協会）[11]
  - 映画『悪人』劇中歌（2010年公開）
5. WHY (4:13)
作詞・作曲：Miliyah / 編曲：Shinichiro Murayama
  - 15thシングル表題曲
  - au LISMOドラマ『婚前特急 -ジンセイやっぱ21から-』主題歌
6. 20 -CRY- (4:10)
作詞・作曲：Miliyah / 編曲：Shinichiro Murayama
  - 14thシングル表題曲
  - プラチナ（シングルトラック、日本レコード協会）[12]
  - ケータイ音楽ドラマ『20 -CRY-』主題歌
7. Destiny (3:47)
作詞：Miliyah / 作曲：Miliyah、Jeff Miyahara / 編曲：Jeff Miyahara
  - 15thシングルカップリング曲
  - アスミック・エース、角川配給映画『ニュームーン/トワイライト・サーガ』イメージソング
8. BYE BYE (4:46)
作詞・作曲：Miliyah / 編曲：Shinichiro Murayama
  - 16thシングル表題曲
  - TBS系『CDTV』2010年4月度オープニングテーマ
9. Last Love (5:27)
作詞・作曲：Miliyah / 編曲：Shinichiro Murayama
  - 17thシングル表題曲
10. X.O.X.O. (3:39)
作詞：Miliyah / 作曲：Miliyah、Masamune Kusano / 編曲：3rd Productions
  - 5thアルバム『HEAVEN』リード曲
  - テレビ東京系『DANCE@TV』エンディングテーマ
  - スピッツの楽曲「ロビンソン」をサンプリング。
11. I miss you (5:12)
作詞・作曲：Miliyah / 編曲：DAISHI DANCE
  - 5thアルバム『HEAVEN』収録曲
12. BELIEVE / 加藤ミリヤ×清水翔太 (4:19)
作詞・作曲：Miliyah、Shota Shimizu / 編曲：BACHLOGIC
  - 21stシングル表題曲
  - アルバム初収録
13. DESIRE (6:35)
作詞・作曲：Miliyah / 編曲：(ノークレジット)
  - 20thシングル (両A面1曲目)
  - テレビ東京系『DANCE@TV』オープニングテーマ
  - アルバム初収録
14. BABY!BABY!BABY! (3:42)
作詞・作曲：Miliyah / 編曲：(ノークレジット)
  - 20thシングル (両A面2曲目)
  - THE BLUE HEARTSの楽曲「リンダ リンダ」をサンプリング。
  - アルバム初収録
15. RAINBOW (4:49)
作詞・作曲：Miliyah / 編曲：(ノークレジット)
  - 新録曲
  - テレビ朝日系ドラマ『バラ色の聖戦』主題歌
16. Me (4:03)
作詞・作曲：Miliyah / 編曲：SKY BEATZ
  - 新録曲
17. 勇者たち (6:15)
作詞・作曲：Miliyah / 編曲：Yuichiro Goto
  - 19thシングル表題曲
  - 日本テレビ系『ハッピーMusic』オープニングテーマ
  - テレビ東京系『DANCE@TV』オープニングテーマ
  - アルバム初収録
  - 6thアルバム『TRUE LOVERS』にも収録

### 初回生産限定盤DVD

#### DISC3
| #         | タイトル                                         | 作詞      | 作曲・編曲 | 監督 | 時間 |
| --------- | ------------------------------------------------ | --------- | ---------- | ---- | ---- |
| 1.        | 「夜空」                                         |           |            |      | 3:48 |
| 2.        | 「Never let go」                                 |           |            |      | 4:29 |
| 3.        | 「ディア ロンリーガール」                        |           |            |      | 3:37 |
| 4.        | 「ジョウネツ」                                   |           |            |      | 5:04 |
| 5.        | 「Beautiful」                                    |           |            |      | 5:04 |
| 6.        | 「ソツギョウ」                                   |           |            |      | 5:29 |
| 7.        | 「Last Summer」                                  |           |            |      | 4:43 |
| 8.        | 「Eyes on you」                                  |           |            |      | 4:58 |
| 9.        | 「I WILL」                                       |           |            |      | 5:05 |
| 10.       | 「このままずっと朝まで」                         |           |            |      | 4:04 |
| 11.       | 「Love is...」                                   |           |            |      | 4:49 |
| 12.       | 「LALALA feat.若旦那（湘南乃風）」               |           |            |      | 7:47 |
| 13.       | 「FUTURECHECKA feat.SIMON,COMA-CHI & TARO SOUL」 |           |            |      | 4:41 |
| 14.       | 「最後のI LOVE YOU (Acoustic Ver.)」             |           |            |      | 4:37 |
| 15.       | 「19 Memories」                                  |           |            |      | 5:55 |
| 16.       | 「SAYONARAベイベー」                             |           |            |      | 4:31 |
| 17.       | 「恋シテル」                                     |           |            |      | 4:19 |
| 18.       | 「Love Forever」                                 |           |            |      | 5:14 |
| 19.       | 「Aitai」                                        |           |            |      | 4:53 |
| 20.       | 「WHY」                                          |           |            |      | 4:24 |
| 21.       | 「20 -CRY-」                                     |           |            |      | 4:18 |
| 22.       | 「Destiny」                                      |           |            |      | 4:05 |
| 23.       | 「BYE BYE」                                      |           |            |      | 4:52 |
| 24.       | 「SENSATION feat.Kento Mori」                    |           |            |      | 5:16 |
| 25.       | 「Last Love」                                    |           |            |      | 5:53 |
| 26.       | 「X.O.X.O.」                                     |           |            |      | 3:56 |
| 27.       | 「勇者たち」                                     |           |            |      | 6:14 |
| 28.       | 「BELIEVE」                                      |           |            |      | 4:27 |
| 29.       | 「BABY!BABY!BABY!」                              |           |            |      | 4:00 |
| 30.       | 「DESIRE」                                       |           |            |      | 7:08 |
| 合計時間: | 合計時間:                                        | 合計時間: | 147:40     |      |      |

#### DISC4
| #  | タイトル             | 作詞 | 作曲・編曲 |
| -- | -------------------- | ---- | ---------- |
| 1. | 「BYE BYE」          |      |            |
| 2. | 「HEAVEN」           |      |            |
| 3. | 「B.F.F.」           |      |            |
| 4. | 「WHY」              |      |            |
| 5. | 「空」               |      |            |
| 6. | 「Destiny」          |      |            |
| 7. | 「Last Love」        |      |            |
| 8. | 「終わりなき哀しみ」 |      |            |

| #  | タイトル             | 作詞 | 作曲・編曲 |
| -- | -------------------- | ---- | ---------- |
| 1. | 「SAYONARAベイベー」 |      |            |
| 2. | 「Breathe Again」    |      |            |
| 3. | 「Love for you」     |      |            |
| 4. | 「20-CRY」           |      |            |
| 5. | 「Time is Money」    |      |            |
| 6. | 「Aitai」            |      |            |

| #  | タイトル        | 作詞 | 作曲・編曲 |
| -- | --------------- | ---- | ---------- |
| 1. | 「Tokyo Star」  |      |            |
| 2. | 「Kiss」        |      |            |
| 3. | 「TOUGH」       |      |            |
| 4. | 「19 Memories」 |      |            |

| #  | タイトル                                                                            | 作詞 | 作曲・編曲 |
| -- | ----------------------------------------------------------------------------------- | ---- | ---------- |
| 1. | 「「Love, Power & Soul」 -From Ring Tour 2009- prologue movie」                     |      |            |
| 2. | 「「L-O-V-E」 -From Ring Tour 2009- interlude movie」                               |      |            |
| 3. | 「「HEAVEN or HELL」 -From "ETERNAL HEAVEN" Tour 2010-2011- prologue movie」        |      |            |
| 4. | 「「Freedom of Speechless」-From "ETERNAL HEAVEN" Tour 2010-2011- interlude movie」 |      |            |

## 演奏
Disc 1
- 金子実靖
  - Guitar (#3)
  - Keyboards, Computer Operation (#6)
  - Bass (#10)
  - Additional Drum Programming (#12)
- クラッシャー木村：Strings Arrangement (#4)
- 弦一徹ストリングス：Strings (#4.9.12.16)
- Shingo.S：All Other Instruments (#4.12.14.15)
- 是永巧一：Guitar (#6)
- ロイヤルミラーボールオーケストラ：Strings (#6)
- 弦一徹
  - Concert Master (#6)
  - Strings Arrangement (#9.10.12.16)
- YANAGIMAN：All Programming (#9)
- 奥田健治：Electric Guitar (#9)
- Takashi Kajiwara：Drums (#10)
- 石成正人：Guitar (#10.12.15.16)
- DJ TAKADA：Scratch (#11)
- MINMI：All Tracks & Arrangement (#12)
- 橘井健一：Guitar (#13)
- 有坂美香、YURI：Chorus & Chorus Arrangement (#13.16)
- 中村優規：Drums (#16)
- 沖山優司：Fender Bass (#16)
- 伊藤隆博：Keyboards (#16)

Disc 2
- 村山晋一郎：All Instruments, Programming (#1.4.5.6.8.9)
- Shingo.S
  - All Other Instruments (#2.3)
  - Programming (#3)
- 石成正人：Guitar (#3)
- 後藤勇一郎：Strings Arrangement (#3.6.8.9.17)
- 後藤勇一郎ストリングス：Strings (#3.6.8.9.17)
- Armin T. Linzbichler：Drums (#5.6)
- 沖山優司：Fender Bass (#5.6)
- 鈴木健治：Guitar (#5.6)
- 弦一徹：Strings Arrangement (#5)
- 弦一徹ストリングス：Strings (#5)
- マサ小浜：Guitar (#8.9.16)
- 沼澤尚：Drums (#9)
- DAISHI DANCE、守屋友晴：All Instruments & Programming (#11)
- 橋本孝太：Guitar (#13.15)
- 松澤友和：All Other Instruments & Programming (#13.15)
- Major Dude：All Instruments & Programming (#14)
- 奥田健治：Guitar (#17)
- YANAGIMAN：Bass, All Other Instruments & Programming (#17)
- DJ Shuya：Scratch (#17)